# Негативне відношення

Коли 3 π /2 > θ > π /2, то cos(θ) < 0.

У статистиці існує негативний зв’язок або обернений зв’язок між двома змінними, якщо вищі значення однієї змінної мають тенденцію асоціюватися з нижчими значеннями іншої. Негативний зв’язок між двома змінними зазвичай означає, що кореляція між ними негативна, або — що в деяких контекстах еквівалентно — що нахил у відповідному графіку є негативним. Негативну кореляцію між змінними також називають антикореляцією або оберненою кореляцією.
Негативну кореляцію можна побачити геометрично, коли два нормалізовані випадкові вектори розглядаються як точки на сфері, а кореляція між ними є косинусом дуги між точками на сфері. Коли ця дуга більше ніж чверть кола (θ>π/2), тоді косинус від’ємний. Діаметрально протилежні точки означають кореляцію –1 = cos(π). Будь-які дві точки, що не знаходяться в одній півкулі, мають негативну кореляцію.
Прикладом може бути негативний перехресний зв’язок між хворобою та вакцинацією, якщо спостерігається, що там, де кількість випадків вакцинації вища за середню, захворюваність на іншу має тенденцію бути нижчою за середню. Подібним чином існував би негативний часовий зв’язок між хворобою та вакцинацією, якщо в одному місці спостерігалося, що кількість випадків із вакцинації, вища за середню, як правило, збігаються з захворюваністю, нижчою за середню.
Конкретна обернена залежність називається оберненою пропорційністю і визначається як {\displaystyle y=k/x} де k > 0 — константа. У декартовій площині цей зв’язок відображається як гіпербола, де y зменшується зі збільшенням x.
У фінансах обернена кореляція між доходами від двох різних активів посилює ефект зменшення ризику від диверсифікації шляхом утримання їх обох в одному портфелі.